# Nomia curvipes
Nomia curvipes là một loài Hymenoptera trong họ Halictidae. Loài này được Fabricius mô tả khoa học năm 1793.